# WTA Tulsa
Das WTA Tulsa (offiziell: Virginia Slims of Tulsa) ist ein ehemaliges Damen-Tennisturnier der WTA Tour, das in der Stadt Tulsa ausgetragen wurde.

## Siegerliste

### Einzel
| Jahr | Siegerin    | Finalgegnerin         | Ergebnis |
| ---- | ----------- | --------------------- | -------- |
| 1971 | Chris Evert | Mary-Ann Curtis Eisel | 6:0, 6:3 |
| 1986 | Lori McNeil | Beth Herr             | 6:0, 6:1 |

### Doppel
| Jahr | Siegerinnen                         | Finalgegnerinnen                         | Ergebnis      |
| ---- | ----------------------------------- | ---------------------------------------- | ------------- |
| 1971 | Mary-Ann Curtis Eisel Karin Benson  | Chris Evert Jeanne Evert                 | 2:6, 7:5, 7:5 |
| 1986 | Camille Benjamin Dinky Van Rensburg | Swetlana Parchomenko Laryssa Sawtschenko | 7:6, 7:5      |